# Vipio tentator
Vipio tentator är en stekelart som först beskrevs av Rossi 1790.  Vipio tentator ingår i släktet Vipio och familjen bracksteklar. Inga underarter finns listade i Catalogue of Life.